# Mihael Brejc
Mihael Brejc, detto Miha (Belgrado, 15 novembre 1947), è un politico sloveno, membro del Partito Democratico Sloveno (SDS).

## Biografia
Miha Brejc nacque a Belgrado, allora capitale della Jugoslavia, da una famiglia slovena. Suo padre era Tomo Brejc, un importante antifascista e sindacalista che era emigrato nel Regno di Jugoslavia dalla Venezia Giulia negli anni '20 e aveva combattuto come partigiano nella guerra di liberazione jugoslava. La famiglia si trasferì in Slovenia quando Brejc era ancora piccolo.
Brejc si laureò in sociologia nel 1975 all'Università di Lubiana. In seguito continuò i suoi studi, ottenendo un diploma in specializzazione nel 1983 e un dottorato in scienze dell'organizzazione nel 1985. Nel 1988 cominciò a lavorare come docente all'Università di Lubiana, diventando professore titolare nel 1997.
Fu uno dei fondatori dell'Alleanza Socialdemocratica Slovena (SDZS), che in seguito avrebbe dato luogo assieme ad altri partiti al Partito Democratico Sloveno (SDS). Dopo la vittoria della coalizione DEMOS, di cui SDZS faceva parte, alle elezioni del 1990, Brejc fu nominato direttore dei servizi di informazione e sicurezza, carica che mantenne fino al 1993.
Dal 1994 al 1998 fu presidente del consiglio comunale di Domžale. Dal 1995 al 1999 fu anche preside della Scuola superiore dell'amministrazione. Nel 1995 fu eletto vicepresidente del Partito Socialdemocratico Sloveno.
Nel 2000 fu eletto all'Assemblea nazionale nelle file di SDS, e dal 2000 al 2004 servì come vicepresidente dell'assemblea. Nel 2000 fu Ministro del lavoro, della famiglia e degli affari sociali nel breve governo di Andrej Bajuk.
Alle elezioni del 2004 fu eletto al Parlamento Europeo. È stato membro della "Commissione per le libertà civili, la giustizia e gli affari interni", della "Sottocommissione per la sicurezza e la difesa "e della "Delegazione per le relazioni con il Sudafrica", oltre che membro sostituto della "Commissione per l'occupazione e gli affari sociali", della "Delegazione per le relazioni con l'India" e della "Delegazione all'Assemblea parlamentare paritetica ACP-UE".